# オマー・カマー
オマー・カマー(Omar Camar、本名不明、生年月日不明）はフィリピンで活動した俳優、擬斗振付師。
ボーイ・カマー(Boy Camar)、オマー・ボーイ・カマー(Omar Boy Camar)とクレジットされることもあった。

## 来歴

### 俳優としての活動状況
インターネット・ムービー・データベースによると1968年から1993年の間に45作品の映像作品に出演しているとされているが、その殆どが日本では未公開である。アクション映画が多く、ブルース・リーのもどき映画も確認され、脇役俳優としての活動が主だった。
日本でも非常に数少ない劇場公開作であるフィリピン・ロケの米国映画『地獄のヒーロー』(1984年)にも端役出演している。役どころは戦後のヴェトナムへやって来たチャック・ノリス扮するブラドック大佐を襲撃する刺客だった。因みに、本作にはアーニー・オルテガ、ジョーニー・ガンボア、プロタシオ・ディーなどのフィリピン俳優が大挙出演していた。

### 『海燕ジョーの奇跡』に起用されて
佐木隆三が1980年に発表した沖縄ヤクザ戦争を題材にした小説『海燕ジョーの奇跡』が1984年に映画化され、監督は藤田敏八で、フィリピンでもロケが行われた。カマーは時任三郎演じる日比混血の主人公、海燕ジョーの実父のロペスに扮した。登場場面は僅かで、髭面の人相も定かではない乞食の様な姿だった。

### 映画格闘家として
シリオ・H・サンティアゴが製作、チェザール・ガラルドが監督した『アイアンマンと不思議な仏像』(1974年/未/ビデオ)では合気道指導を務め、オープニングの演武も披露している。また、サンティアゴとアラン・ホルツマンが共同で監督した『カラテ・ガール』(1981年/未/ビデオ)でも合気道の使い手のファイター役で出演したが、端役だった。他にもロマーノ・クリストフやジム・ゲインズもクレジット無しながらもファイター役で登場する。

### フィルモグラフィ
- 1974年『アイアンマンと不思議な仏像』(未/ビデオ)
- 1981年『カラテ・ガール』(未/ビデオ)
- 1984年『海燕ジョーの奇跡』、『地獄のヒーロー』